# Franken (Stralsund)
Franken ist ein Stadtgebiet im Osten von Stralsund. Es ist unterteilt in die Stadtteile Frankenvorstadt, Dänholm, Franken-Mitte und Frankensiedlung. Im Jahr 2022 lebten hier 6.815 Menschen.

OSM-Karte des Stadtgebiets Franken (2023)

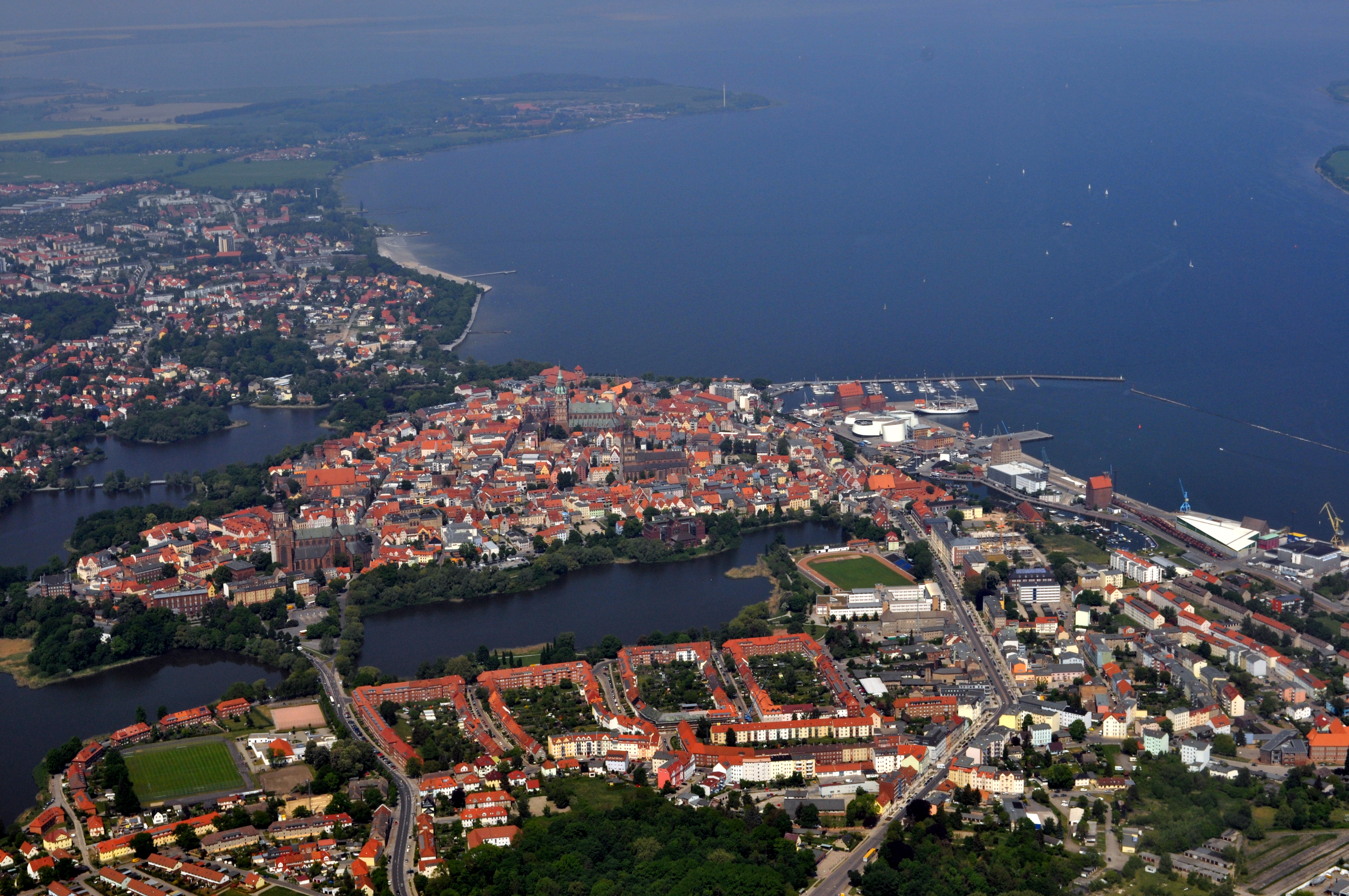
Luftaufnahme Stralsunds, im Vordergrund die Frankenvorstadt (2011)

## Geschichte
Das Stadtgebiet Franken zählt zu den ältesten Wohngebieten Stralsunds.
Die Frankenvorstadt war lange Jahre in der Stadtentwicklung vernachlässigt worden, marode Bausubstanz und soziale Probleme folgten daraus. Im Jahr 2002 wurde der Stadtteil als Schwerpunktgebiet des Integrierten Stadtentwicklungskonzepts (ISEK) aufgenommen. Am 15. Juli 2006 wurde von der Bürgerschaft die Erweiterung des Sanierungsgebietes Altstadtinsel um Teile der Frankenvorstadt beschlossen. Mit Hilfe von Städtebaufördermitteln konnte so die Steigerung der Wohnqualität erreicht werden. Am 25. Februar 2020 wurde ein Rahmenplan beschlossen, der später durch ein Handlungskonzept mit Zielen ergänzt wurde, die aus dem Programm Stadtteile mit besonderem Entwicklungsbedarf – Soziale Stadt resultieren.
In der Frankensiedlung entstand 1951 im Rahmen des Notkirchenprogramms die Friedenskirche.

## Einwohnerentwicklung
Nach 1989 verlor Stralsund etwa ein Fünftel seiner Bevölkerung, überwiegend durch Abwanderung.
Von 1992 bis 2003 gab es einen kontinuierlichen Rückgang der Einwohnerzahlen in Franken Mitte (−39,5 %) und Frankenvorstadt (−27,1 %). Zwischen 1999 und 2013 betrug der Einwohnerrückgang in Franken insgesamt 8,3 % (570 Einwohner).
| Jahr | Franken (gesamt) | Franken- vorstadt | Dänholm | Franken -Mitte | Franken- siedlung | Stralsund (gesamt) |
| ---- | ---------------- | ----------------- | ------- | -------------- | ----------------- | ------------------ |
| 1992 | 8.742            | 6.880             | 620     | 585            | 857               | 70.851             |
| 1996 | 7.599            | 5.732             | 296     | 513            | 1.058             | 63.860             |
| 2000 | 6.575            | 5.055             | 277     | 405            | 838               | 60.135             |
| 2004 | 6.136            | 4.798             | 175     | 350            | 813               | 58.283             |
| 2008 | 5.869            | 4.642             | 123     | 338            | 766               | 57.081             |
| 2012 | 6.269            | 4.991             | 155     | 330            | 793               | 57.415             |
| 2016 | 6.629            | 5.253             | 202     | 389            | 785               | 59.139             |
| 2020 | 6.586            | 5.126             | 287     | 387            | 786               | 59.290             |

## Denkmale und Kultur

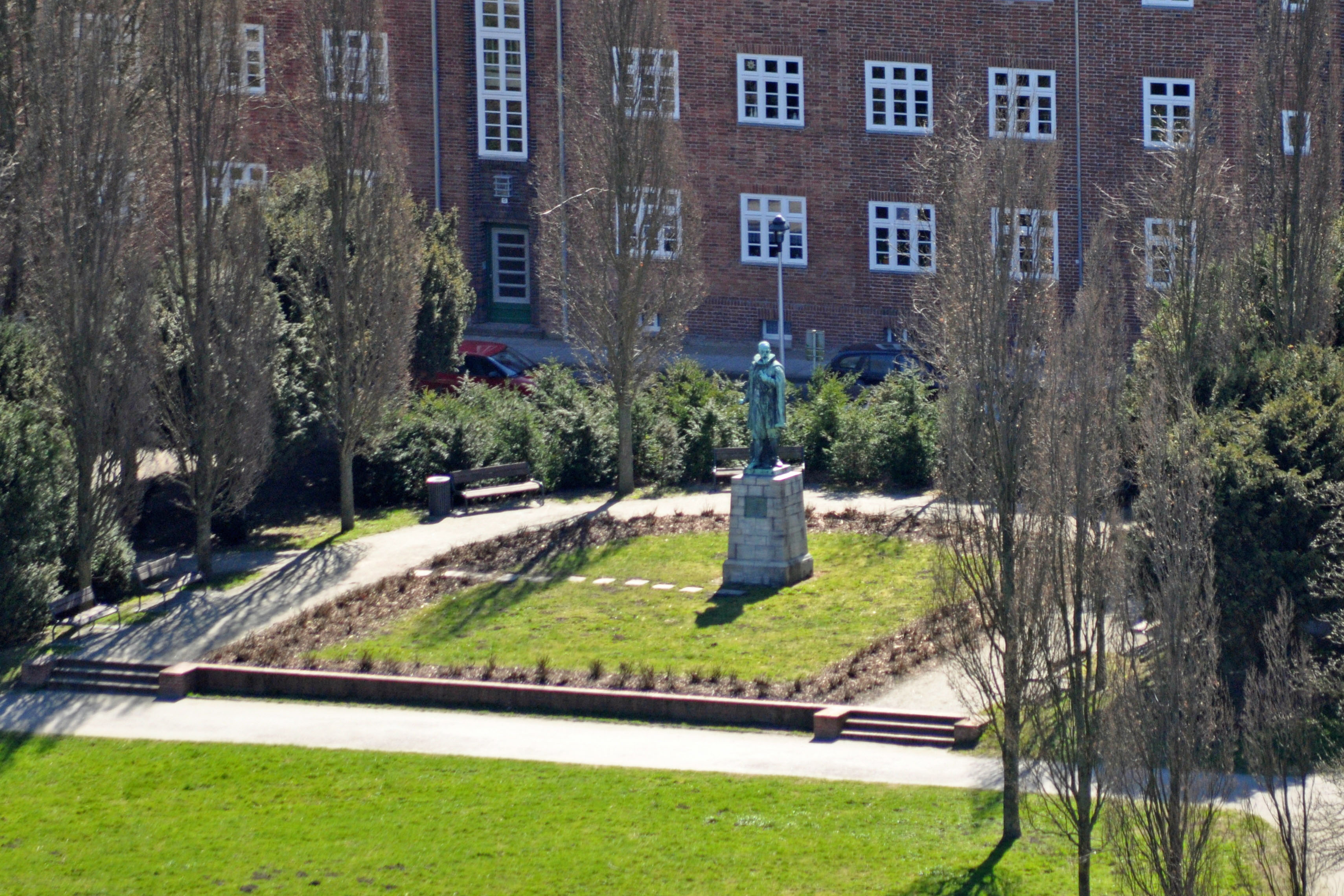
Lambert-Steinwich-Denkmal (2011)

Zahlreiche Gebäude des Stadtviertels sind in die Liste der Baudenkmale in Stralsund aufgenommen worden. Die Frankenfriedhöfe, der Katholische Friedhof und der Jüdische Friedhof gehören zur Erinnerungskultur der Stadt. Seit 1951 gibt es dort die Friedenskirche Stralsund, eine sogenannte Notkirche nach Plänen von Otto Bartning.
An einen Stralsunder Bürgermeister erinnert das Lambert-Steinwich-Denkmal am Wulflamufer des Frankenteichs.

## Einrichtungen
Der Maritime Industrie- und Gewerbepark Volkswerft auf dem Gelände der einstigen Werft wird seit 2022 von der Stadt Stralsund betrieben. Bis dahin wurden hier unter verschiedenen Werftnamen (Volkswerft Stralsund (1948–2010), P+S-Werften (2010–2014), Nordic Yards Stralsund (2015–2016) und zuletzt MV Werften Stralsund (2016–2022)) Schiffe gebaut. In der direkten Nachbarschaft produziert die Firma Ostseestaal. Das Hochhaus An der Werft 5 („Werfthochhaus“) ist ein markantes Bauwerk neben der Schiffbauhalle der Werft.
Auch der Stralsunder Seehafen liegt im Stadtgebiet Franken am Strelasund.
Im Stadtteil Franken liegt das Landgericht Stralsund. Seit dem Jahr 2003 ist auch die Justizvollzugsanstalt Stralsund im Stadtgebiet ansässig.
Die Primus Immobilien Arena ist Heimspielstätte der Fußballer des TSV 1860 Stralsund, in der Jahn-Sportstätte tragen die Gewichtheber des TSV ihre Wettkämpfe aus.
Auf der Insel Dänholm existieren das Marinemuseum Dänholm zur Geschichte der deutschen Marine als Außenstelle des Stralsund Museums, das Nautineum als Außenstelle des Meeresmuseums Stralsund, das Hauptzollamt Stralsund, der Tonnenhof der Stadt und ein Seglerhafen.
An der Greifswalder Chaussee betreibt die Störtebeker Braumanufaktur eine Brauerei.

## Verkehr
Die Bundesstraße 96 ist die Hauptverkehrsstraße des Stadtgebiets. Sie nutzt die Strelasundquerung, um den Auto- und Schienenverkehr über den Strelasund zu führen.
Der Rügendamm-Bahnhof ist Haltepunkt auf der Bahnstrecke Stralsund–Sassnitz.